# Gorgias
Gorgias (en griego Γοργίας) (c. 480 a. C.-c. 380 a. C.) fue un filósofo sofista de Leontinos, del período antropológico de la filosofía griega.

## Biografía
Gorgias nació en la colonia jónico-calcídica de Leontinos, en Sicilia, en torno al año 480 a. C.. Durante su juventud fue discípulo de Empédocles, quien pudo haberle enseñado los rudimentos de su formación retórica y haberle familiarizado con el pensamiento de Parménides y de Zenón de Elea.
En el año 427 a. C., sus conciudadanos de Leontinos le encargaron la dirección de una comisión a Atenas, para recabar apoyos militares contra los afanes expansionistas de Siracusa. Tras la pérdida de independencia de Leontinos en el 424 a. C., Gorgias se exilió en la Grecia continental. Allí, sus enseñanzas pudieron granjearle "además del favor y la protección de las familias más poderosas de Tesalia, unas ganancias que le permitieron hacerse retratar en una estatua de oro macizo que consagró como ofrenda al santuario de Delfos". Sin embargo, esto no está claro pues, según su discípulo Isócrates, ninguno de los sofistas "hizo una gran fortuna", sino que vivieron modestamente, "incluido Gorgias, que ganó más que ningún otro y estaba soltero y sin cargas familiares". Habría sido Platón quien habría intentado poner de relieve la riqueza acumulada por los sofistas.
Gorgias fue el más admirado maestro de retórica de la antigua sofística, y tanto es así que algunos creen, como Filóstrato, que se le debe atribuir la paternidad del arte oratorio de los sofistas.
Como orador debe considerársele fundador de la oratoria epidíctica. Los discursos que nos han sido conservados son: un Epitafio, un Olímpico, un Pítico, un Elogio de los eleáticos, todos ellos en fragmentos. Nos queda, en cambio, el texto íntegro de los ejercicios sofísticos, el Elogio a Helena y la Apología de Palamedes. En todos ellos, Gorgias hace ostentación de su habilidad dialéctica.
Finalmente, Gorgias fallece a poco  de cumplir ciento ocho años, en torno al año 375 a. C..

## Filosofía

### Pensamiento de Gorgias
Según Platón en su Gorgias o Sobre la Retórica, Gorgias define su arte como arte oratorio y afirma que está dispuesto a formar en tal arte a todos aquellos que quieran. Cabe destacar que, a diferencia de lo que ocurre en el diálogo Protágoras (cuyo protagonista es el también sofista Protágoras), donde sus argumentos son presentados como notablemente hábiles afirmaciones, en el Gorgias de Platón, el sofista aparece sosteniendo unas tesis muy débil y fácilmente rebatible que le lleva a ser ridiculizado por Sócrates. Por ello, gran parte de las características de las posturas de Gorgias sigue en entredicho. Forma parte de la primera generación de sofistas junto con Protágoras con quien compartió el presupuesto básico de su filosofía: el relativismo y el escepticismo.
Según la visión clásica de Gorgias, con él nos movemos en el mundo de la mera opinión, siendo la verdad para cada uno de nosotros aquello que nos persuade como tal. La retórica es la técnica de la persuasión, y el sofista, el maestro de la opinión.
Sin embargo, hay investigaciones más recientes que vienen a situar a Gorgias y la Retórica como defensores de la democracia y enemigos de la violencia, ya que "el arte del discurso-razón [···] facilita la comunidad lingüística". Además, en Gorgias, la verdad sería eliminada en favor de la verosimilitud, con importantes consecuencias políticas, ya que "toda la oratoria griega de época clásica es política, hasta la de los discursos ficticios". Al fin y al cabo, si alguien conoce la Verdad, podría comunicarla o imponerla a cualquier precio. Sin embargo, con la verosimilitud gorgiana, no conocemos nada, sino sólo el lógos, las palabras, con las que construimos los discursos. Por lo tanto, no habría ninguna verdad última de ningún tipo. Esto supone, contra Platón, que no habría ningún modelo político ideal y que, por lo tanto, mediante la Retórica es posible cambiar democráticamente el tipo de orden político cuando la Retórica "está bien adaptada a la situación". Esta divergencia política con Platón explicaría los motivos por los que este censuraba a los sofistas.
Para el filósofo italiano Giorgio Colli, Gorgias pudo ser el inventor de la reducción al absurdo, uno de los métodos lógicos de demostración más utilizados.
Recogió la temática de la filosofía eleática concluyendo que nada existe. Se encuentran en una obra que se le atribuye, Sobre la Naturaleza o el No Ser (título que alude a la postura de la escuela eleática -por la cual se ve influido, pero a la que ataca- ya que el filósofo Meliso de Samos había escrito la obra Sobre la naturaleza o el Ser), tres célebres tesis:
- Nada existe.
- Si algo existiera, no podría ser conocido por el hombre.
- Si algo existente pudiese ser conocido, sería imposible expresarlo con el lenguaje a otro hombre.

Las opiniones de Gorgias sobre el efecto del lenguaje en el oyente es un precedente a la poética aristotélica.

### Tesis 1: Nada existe
La primera tesis la defiende de la manera siguiente: si algo existe debería o bien ser eterno o no serlo, así como es de ser o no es de ser. Si  fuese eterno, habría de ser infinito y,  si  fuese  infinito, no podría estar en nada. Pero,  lo que no está en nada no  existe. Por  otra  parte,  si no fuese eterno, debería haber comenzado a ser  (debería  haber  nacido,  haber  sido  creado),  pero,  para comenzar a ser, antes debería no ser, lo que es imposible, ya que el no ser no es (lo que no existe no puede engendrar la existencia). Así, ni es eterno ni tiene origen y, por tanto, no es. Nada puede existir.

El también escéptico Sexto Empírico, quien conoció los escritos gorgianos, recoge la argumentación en su libro "Contra los matemáticos" de este modo:
"Que nada existe es argumentado de este modo. Si existe algo, o bien existe lo que es o lo que no es, o bien existen tanto lo que es como lo que no es. Pero ni lo que es existe, como demostrará, ni lo que no es, como explicará, ni tampoco lo que es y lo que no es, punto éste que también justificará. No existe nada, en conclusión.
Es claro, por un lado, que lo que no es no existe. Pues si lo que no es existiera, existiría y, al mismo tiempo, no existiría. En tanto que es pensado como no existente, no existirá, pero, en tanto que existe como no existe, en tal caso existirá. Y es de todo punto absurdo que algo exista y, al mismo tiempo, no exista. En conclusión, lo que no es no existe. E inversamente, si lo que no es existe, lo que es no existirá. Pues uno y otro son mutuamente opuestos, de modo que si la existencia resulta atributo esencial de lo que no es, a lo que es le convendría la inexistencia. Mas no es cierto que lo que es no existe y, por tanto, tampoco lo que no es existirá.
Pero es que tampoco lo que es existe. Pues si lo que es existe, o bien es eterno o engendrado, o eterno o ingénito al tiempo. Mas no es eterno ni engendrado ni ambas cosas, como mostraremos. En conclusión, lo que es no existe.
Porque si es eterno lo que es -hay que comenzar por esta hipótesis- no tiene principio alguno. Pues todo lo que nace tiene algún principio, en tanto que lo eterno, por su ingénita existencia, no puede tener principio. Y, al no tener principio, es infinito. Y si es infinito, no se encuentra en parte alguna. Ya que si está en algún sitio, ese sitio en el que se encuentra es algo diferente de él y, en tal caso, no será ya infinito el ser que está contenido, mientras que nada hay mayor que el infinito, de modo que el infinito no está en parte alguna. Ahora bien, tampoco está contenido en sí mismo. Pues continente y contenido serán lo mismo y lo que es uno se convertirá en dos, en espacio y materia. En efecto, el continente es el espacio y contenido, la materia. Y ello es, sin duda, un absurdo. En consecuencia tampoco lo que es está en sí mismo. De modo que, si lo que es eterno, es infinito y, si infinito, no está en ninguna parte, no existe. Por tanto, si lo que es, es eterno, tampoco su existencia es en absoluto.
Pero tampoco lo que es puede ser engendrado. Ya que si ha sido engendrado, procede de lo que es o de lo que no es. Mas no procede de lo que es. Ya que si su existencia es, no ha sido engendrado, sino que ya existe. Ni tampoco procede de lo que no es, ya que lo que no es no puede engendrar nada, dado que el ente creador debe necesariamente participar de la existencia. En consecuencia lo que es no es tampoco engendrado.
Y por las mismas razones tampoco son posibles las dos alternativas, que sea, al tiempo, eterno y engendrado. Pues ambas alternativas se destruyen mutuamente, y, si lo que es, es eterno, no ha nacido y, si ha nacido, no es eterno.
Por tanto, si lo que es no es ni eterno ni engendrado ni tampoco lo uno y lo otro, al tiempo, lo que es no puede existir. 
Y, por otro lado, si existe es uno o es múltiple. Mas no es ni uno ni múltiple, según se demostrará. Por tanto, lo que es no existe, ya que si es uno, o bien es cantidad discreta o continua, o bien magnitud o bien materia. Mas, en cualquiera de los supuestos no es uno, ya que si existe como cantidad discreta, podrá ser separado, y, si es continua, podrá ser dividido. Y, por modo semejante, si es pensado como magnitud no deja de ser separable. Y, si resulta que es materia, tendrá una triple dimensión, ya que poseerá longitud, anchura y altura. Mas, es absurdo decir que lo que es no será ninguna de estas propiedades. En conclusión, lo que es no es uno. Pero ciertamente tampoco es múltiple. 
Pues, dado que la multiplicidad es un compuesto de distintas unidades, excluida la existencia de lo uno, queda excluida, por lo mismo, la multiplicidad.
Que no existen, pues, ni lo que es ni lo que no es, resulta fácil de demostrar. Ya que si tanto lo que no es como lo que es existen, lo que no es será idéntico a lo que es en cuanto a la existencia. Y, por ello, ninguno de los dos existe. Que lo que no es no existe es cosa convenida. Y ha quedado demostrado que lo que es, en su existencia, es idéntico a lo que no es. Por tanto, tampoco él existirá. En consecuencia, si lo que es idéntico a lo que no es, no pueden existir el uno y el otro. Porque, si existen ambos, no hay identidad y, si existe identidad, no pueden ambos existir. De ello se sigue que nada existe."

### Tesis 2: Si algo existiese, sería incognoscible
La segunda tesis parte de la afirmación de Parménides según la cual no es posible pensar el no ser. Pero, si el no ser no pudiese ser pensado, afirma Gorgias, no existiría el error. Dado que el error existe, se infiere que puede pensarse el no ser. Así, podemos decir que hay cosas no pensadas que existen, y cosas no existentes (como personajes míticos, por ejemplo) que pueden ser pensadas. De esta manera señala que existe una división entre pensamiento y ser y, por tanto, si algo existiese, no podría ser pensado. “Si lo pensado no existe, lo existente no es pensado”

En palabras de Sexto Empírico:
"A continuación debe demostrarse que, aun podría existir una oportunidad a cambio de perder muchas cosas, ésta es incognoscible e inconcebible para el hombre (...). Es una deducción exacta e impecable ésta: "si lo pensado no existe, lo existente no es pensado" (...) Es evidente que las cosas pensadas no existen. Pues, si en efecto, las cosas pensadas existen, todas las cosas pensadas deben existir, después que alguien las piense. Lo que es inverosímil, pues, de hecho no es verdad que si uno piensa hombres voladores o carros que corren por el mar, por eso solo un hombre vuele o los carros corran sobre el mar. Por lo cual no es verdad que lo pensado exista. Además, si lo pensado existe, lo no existente no podrá ser pensado, porque a los contrarios les corresponden atributos contrarios (...) por ello, si a lo existente le corresponde el ser pensado, a lo no existente le corresponderá el no ser pensado. Pero esto es absurdo, porque se piensa también a Escila y la Quimera y muchas otras cosas irreales. Por lo cual el ser no es pensado (...)"

### Tesis 3: Si algo fuese conocible, sería incomunicable
La tercera tesis defiende que la palabra no comunica más que sonidos. Mediante el lenguaje no transmitimos colores, sabores, tamaños, etc., sino solamente sonidos (es decir, no transmitimos las cosas en sí sino solo palabras). Y, al igual que la vista no ve los sonidos, el oído no oye los colores. Con ello pone de manifiesto el divorcio existente entre signo y significado (entre el término que designa y el objeto designado), y destaca la imposibilidad de transmitir la realidad mediante la palabra.
Esto se podría resumir en: 1) antítesis entre la exterioridad (respecto a nosotros) de la subsistencia de los objetos y la interioridad de la palabra; 2) imposibilidad, por ello, de que la palabra tenga la función de representar el objeto exterior, el cual, en cambio, tiene la función de revelarnos a nosotros la palabra, suscitándola por medio de las impresiones sensibles (los sentidos); 3) diferencia entre la subsistencia visible (los objetos) y auditiva (la palabra), e irrepresentabilidad recíproca.

Dice Sexto Empírico:
"Porque el medio con lo que nos expresamos es la palabra y ésta no es lo subsistente y el ser. Por tanto, no expresamos los seres reales a nuestro prójimo, sino palabras que son distintas a la realidad subsistente. Pues, tal como lo visible no puede transformarse en audible y viceversa, así el ser no puede transformarse en palabra nuestra, pues subsiste fuera de nosotros. Y no siendo palabra lo real no puede ser manifestado a los demás. La palabra, en efecto se organiza por las impresiones de los objetos exteriores sobre nosotros, es decir, por las sensaciones, pues de la acción del sabor, surge en nosotros la palabra que expresa tal cualidad, y de la impresión del color, la palabra del color. Si esto es verdad, no es la palabra representativa del objeto externo, sino que el objeto externo es revelador de la palabra. Y por lo tanto, ni aun se puede decir que, tal como subsisten los objetos visibles y los audibles, suceda así con la palabra también; de manera que pueda, por ser subsistente y real, revelar los objetos subsistentes y reales. Porque si también subsiste la palabra, en tal caso, es cosa diversa de los otros subsistentes (de las cosas mismas), y sobre todo, difieren los cuerpos visibles de las palabras: pues lo visible se percibe con un órgano distinto al que percibe la palabra. Por ello, la palabra no puede expresar la mayor parte de los objetos subsistentes, de la misma manera que ni aun éstos pueden manifestar unos la naturaleza de los otros."

## Refutamiento de la tesis
La postura de Gorgias por la cual nada existe y si algo existiera, no podría ser conocido por el hombre; es un argumento débil, pues si no es posible el conocimiento verdadero por parte del hombre, tampoco es posible afirmar con certeza la veracidad de esta tesis. Estas ideas van en la línea del futuro escepticismo, defendido por filósofos como Pirrón, Arcesilao y Carnéades.

## Obra

### Manuales de retórica
- Retórico
- Elogio de Helena
- Defensa de Palamedes

### Tratados filosóficos
- Sobre la naturaleza o Sobre el no-ser

### Otros discursos
- Discurso olímpico
- Discurso pítico
- Epitafio
- Encomio de los ciudadanos de Elis